# Państwo uniwersalne
Państwo uniwersalne – państwo ustanawiane na całym obszarze panowania danej cywilizacji według koncepcji Arnolda Josepha Toynbee'ego.
Koncepcję państwa uniwersalnego, jego powstania, trwania i upadku zawarł Arnold Joseph Toynbee w swoim dziele Studium historii, uznaje się ją za intelektualnie najcenniejszą w jego dorobku.

## Powstanie, trwanie i upadek
W teoriach Toynbee'ego cywilizacja na etapie radzenia sobie ze spotykającymi ją problemami znajduje się w fazie rozwoju (a growth). W pewnym momencie spotyka się z wyzwaniem, na które nie znajduje prawidłowej odpowiedzi i podlega załamaniu (a breakdown). Najczęściej tym fatalnym wyzwaniem według Toynbee'ego jest pojawiająca się dosyć wcześnie w historii danej cywilizacji obiektywna konieczność jej politycznego zjednoczenia. Materialno-duchowy rozwój cywilizacji stawia obiektywny wymóg (wyzwanie) lokalnym społecznościom zintegrowania się w cywilizacyjną całość w płaszczyźnie politycznej. Uważa on to zagadnienie za krytyczne wyzwanie, na które nie udało się dotąd odpowiedzieć żadnej cywilizacji.
Następuje długi, dwufazowy proces dezintegracji cywilizacji aż do jej całkowitego zaniku. Pierwszą fazą dezintegracji jest Czas Zaburzeń (Time of Trouble). Charakteryzują go wojny lokalne pomiędzy państwami i konflikty społeczne w łonie danej cywilizacji. Ostatecznie wyłania się jeden zwycięzca, ustanawia on na obszarze całej cywilizacji państwo uniwersalne (universal state). Następuje okres powodzenia, ustanowienie państwa uniwersalnego zaprowadzającego ład polityczny na całym obszarze jest określane jako „złoty wiek”. Imponuje jego potęga i bogactwo, dokonania administracyjne, gospodarcze i kulturalne. Porządek utworzony przez to państwo jest jednak powierzchowny, cywilizacja mimo utworzenia państwa uniwersalnego znajduje się już drugiej fazie, schyłkowej. Pożądaną integrację wypiera duch dominacji, społeczeństwo państwa uniwersalnego, powstałego wskutek podboju (skutek „Czasu zaburzeń”), zaczyna według Toynbee'ego odczuwać „pustkę duchową”, co przyczynia się do jego upadku. Ostatecznie cywilizacja upada po stosunkowo nagłym rozpadzie wielkiego uniwersalnego imperium. Na teren upadającej cywilizacji wkraczają zbrojnie, zachęcone jej bogactwem i słabością, sąsiadujące z nią plemiona barbarzyńskie bądź ulega ona atakowi innej cywilizacji (np. andyjska uległa podbojowi przez zachodnią).

## Czas trwania
Toyenbee określa okres trwania Czasu Zaburzeń na około 400 lat i okresu trwania państwa uniwersalnego podobnie na ok. 400 lat. Potem następuje około 300-letnie interregnum.

## Przykłady państw uniwersalnych

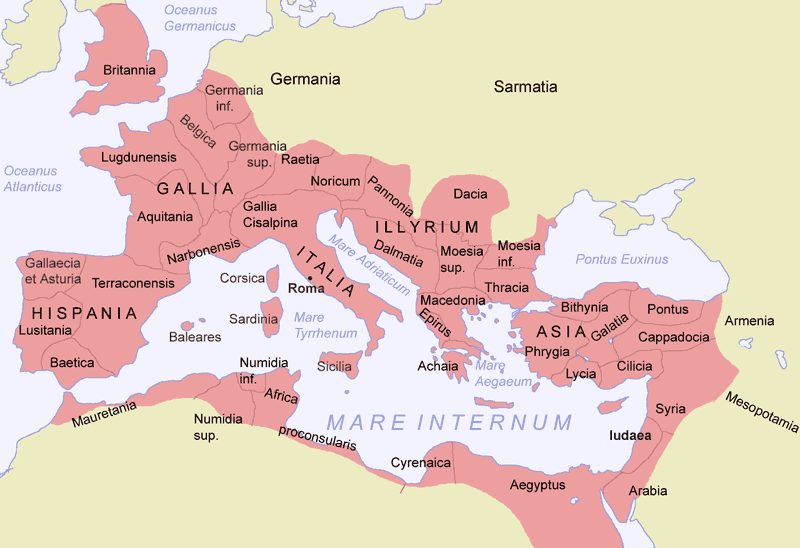
Cesarstwo Rzymskie

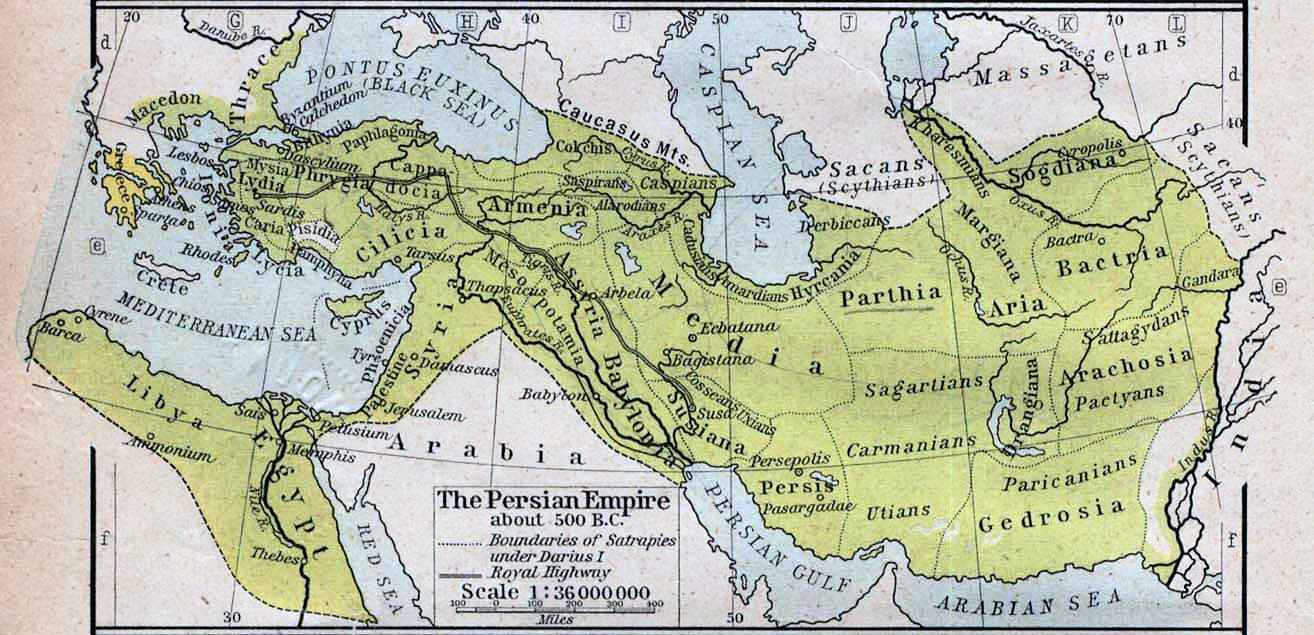
Imperium Perskie

Toyenbee wymienia ponad dwadzieścia cywilizacji i blisko dwadzieścia państw uniwersalnych m.in. Cesarstwo rzymskie, Państwo Faraonów, starożytny Babilon, Imperium Perskie Achemenidów, Kalifat arabski, chińskie cesarstwa Qin i Han, Imperium Majów, Imperium Inków.

## Krytyka
Toynbee'ego oskarżono o sugerowanie załamania i rozkładu cywilizacji zachodniej, odwrócenie się od współczesności. Angielski historyk Hugh Trevor-Roper stwierdził, że Toyenbee „wydaje się podkopywać naszą wolę, witać naszą klęskę, rozkoszować się zanikiem naszej cywilizacji [...] jest przepełniony czymś co możemy nazwać masochistyczną chęcią bycia pobitym”. José Ortega y Gasset określał twórczość Toynebee'ego jako „bezsensy”, Philip Bagby oskarżał go wręcz o dyskredytowanie historiozoficznego kierunku badań poprzez wadliwy i nienaukowy sposób dociekań.